# Georg Wilhelm Richmann
Georg Wilhelm Richmann (en russe : Георг Вильгельм Рихман), né le 11 juillet 1711 (22 juillet dans le calendrier grégorien) à Pernau (aujourd'hui Pärnu en Estonie) et mort le 26 juillet 1753 (6 août dans le calendrier grégorien) à Saint-Pétersbourg, est un scientifique et expérimentateur russe d'origine germanique.
Ce physicien russe est resté célèbre en raison des circonstances de sa mort, un jour d'orage. Ayant eu connaissance des expériences de Benjamin Franklin sur le paratonnerre, il s'était muni d'un appareil métallique, un électromètre et, s'étant placé à proximité de la barre métallique du paratonnerre, il périt foudroyé.

## Biographie
Georg Wilhelm Richmann  est né dans une famille allemande, à Pernau (aujourd'hui Pärnu en Estonie), sur les côtes de la mer Baltique. Cette région fait alors partie de la Livonie suédoise, mais intègre plus tard l'Empire russe après la grande guerre du Nord (1700 à 1721). Son père meurt de la peste avant sa naissance, et sa mère se remarie. 
Dans sa jeunesse, il étudie à Reval (aujourd'hui Tallinn), puis en Allemagne dans les universités de Halle et Iéna. Il travaille également en tant que précepteur des enfants d'un diplomate russe, le comte Andrei Osterman. Probablement par son entremise, Richmann est élu en 1741 à l'Académie des sciences de Russie de Saint-Pétersbourg, dans le département de physique. 
La même année, il traduit en allemand An Essay on Man d'Alexander Pope, à partir de sa version française. Il devient aussi second professeur du département de physique théorique et appliquée, et prend la tête du département en 1744. Il est titulaire de la chaire d'histoire naturelle en 1745. 
Il publie des essais scientifiques assez populaires, sur ses recherches sur le phosphore, l'ambre, etc. Il réalise des travaux pionniers dans le domaine de l'électricité, l'électricité atmosphérique, et la calorimétrie, en collaboration avec Mikhail Lomonosov. Ses travaux touchent également aux domaine des échanges de chaleur, de l'évaporation des liquides, le magnétisme, l'optique, la luminescence, et la cartographie.

## État des travaux sur la foudre
En 1750, l'Américain Benjamin Franklin rédige le protocole d'une expérience visant à démontrer la nature électrique des éclairs, en proposant de faire voler pendant un orage un cerf-volant relié à une clef métallique (voir Expérience du cerf-volant de Franklin). Sa proposition frappe les esprits de la communauté scientifique européenne : elle suscite de nombreuses discussions et diverses propositions de protocoles expérimentaux.
À Paris, le 10 mai 1752, le Français Thomas-François Dalibard utilise une tige verticale de 50 pieds de long pour attirer le « fluide électrique » d'un orage. Une semaine plus tard, M. Delor répète l'expérience à Paris, puis en juillet, c'est au tour de l'Anglais John Canton de réaliser l'expérience proposée par Benjamin Franklin. L'électricité étant son domaine de recherche, Richmann s'intéresse de près à ces expérimentations, et tente d'en réaliser une.

## L'accident
Il mourut électrocuté le 6 août 1753 à Saint-Pétersbourg alors qu'il essayait de mesurer la réaction d'un engin isolé (une longue barre de fer sur un lieu élevé) par temps d'orage. Il assistait à une réunion de l'académie des sciences lorsqu'il entendit le son du tonnerre. Il retourna alors précipitamment chez lui, accompagné de Sokolow, son graveur, afin d'observer le phénomène pour la postérité. Alors que l'expérience était en cours, Richmann fut tué soudainement par ce qui pourrait être une boule de foudre. 
Selon le témoignage de Sokolow, une boule de feu d'un blanc bleuâtre aurait suivi la barre pour s'en détacher et frapper mortellement Richmann à la tête. Sokolow lui-même perdit connaissance, mais put se relever indemne. Il retrouva Richmann mort, les chaussures trouées, les vêtements brûlés ; le cadre de la porte était brisé et la porte elle-même sortie de ses gonds. 
L'incident est rapporté dans le monde entier et ses circonstances attirent l'attention sur les dangers inhérents à l'expérimentation avec des tiges isolées et des baguettes de protection dont la continuité électrique avec la terre est défectueuse. Georg Wilhelm Richmann serait 
la première personne dans l'histoire à mourir en effectuant des expérimentations sur l'électricité.